# Otakar Bittmann
 (avril 2025).
La mise en forme du texte ne suit pas les recommandations de Wikipédia : il faut le « wikifier ».
Les points d'amélioration suivants sont les cas les plus fréquents :
- Les titres sont pré-formatés par le logiciel. Ils ne sont ni en capitales, ni en gras.
- Le texte ne doit pas être écrit en capitales (les noms de famille non plus), ni en gras, ni en italique, ni en « petit »…
- Le gras n'est utilisé que pour surligner le titre de l'article dans l'introduction, une seule fois.
- L'italique est rarement utilisé : mots en langue étrangère, titres d'œuvres, noms de bateaux, etc.
- Les citations ne sont pas en italique mais en corps de texte normal. Elles sont entourées par des guillemets français : « et ».
- Les listes à puces sont à éviter, des paragraphes rédigés étant largement préférés. Les tableaux sont à réserver à la présentation de données structurées (résultats, etc.).
- Les appels de note de bas de page (petits chiffres en exposant, introduits par l'outil «  Source ») sont à placer entre la fin de phrase et le point final[comme ça].
- Les liens internes (vers d'autres articles de Wikipédia) sont à choisir avec parcimonie. Créez des liens vers des articles approfondissant le sujet. Les termes génériques sans rapport avec le sujet sont à éviter, ainsi que les répétitions de liens vers un même terme.
- Les liens externes sont à placer uniquement dans une section « Liens externes », à la fin de l'article. Ces liens sont à choisir avec parcimonie suivant les règles définies. Si un lien sert de source à l'article, son insertion dans le texte est à faire par les notes de bas de page.
- La présentation des références doit suivre les conventions bibliographiques. Il est recommandé d'utiliser les modèles {{Ouvrage}}, {{Chapitre}}, {{Article}}, {{Lien web}} et/ou {{Bibliographie}}. Le mode d'édition visuel peut mettre en forme automatiquement les références.
- Insérer une infobox (cadre d'informations à droite) n'est pas obligatoire pour parachever la mise en page.

Pour une aide détaillée, merci de consulter Aide:Wikification.
Si vous pensez que ces points ont été résolus, vous pouvez retirer ce bandeau et améliorer la mise en forme d'un autre article.
 (avril 2025).
Otakar Bittmann (27 mai 1891, Prague – 13 septembre 1945, Olomouc) est un gynécologue-obstétricien tchécoslovaque, professeur à l'Université Masaryk de Brno et pilote automobile. Membre de la Résistance pendant l’Occupation, il utilise sa position à l’hôpital pour protéger des femmes juives des persécutions nazies. Arrêté sans accusation par les nouvelles autorités communistes en juillet 1945, il meurt deux mois plus tard d’une crise cardiaque. En 1948, il est décoré à titre posthume par le général Ludvík Svoboda, alors ministre de la Défense, en reconnaissance de son engagement dans la Résistance.

## Biographie

### Jeunesse
Otakar Bittmann naît le 27 mai 1891 à Prague. Il est mis au monde par la sage-femme expérimentée Marie Pišnová. Baptisé à Kostelec u Křížků, il est l’aîné de Václav Bittmann, comptable issu d’une famille d’agriculteurs.
Après des études au lycée de Benešov, il entre à la faculté de médecine de l’Université Charles-Ferdinand de Prague et obtient son doctorat en 1915.

### Jeune chirurgien sur les fronts serbe et russe (1914‑1918)

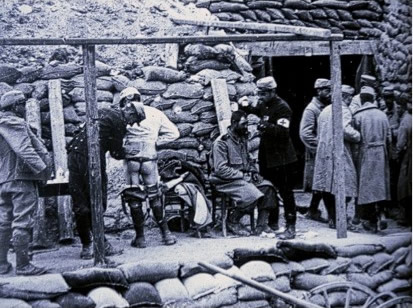
Poste de secours austro‑hongrois sur le front serbe, 1915.

Il est affecté comme médecin militaire au 24e régiment d’infanterie, d’abord sur le front serbe, puis russe. Il y opère dans des conditions de guerre extrêmes.
En 1917, il effectue un stage volontaire à la clinique du professeur Wertheim à Vienne. Après-guerre, il rejoint la clinique chirurgicale du professeur Kukula à Prague.
En mai 1918, il épouse Viktorie Honsová, veuve d’un officier.

### Professeur à l’Université Masaryk de Brno
De 1919 à 1921, il travaille à la clinique du professeur Rubeska à Prague. Puis, il rejoint l’université Masaryk nouvellement fondée à Brno, où il devient l’assistant du professeur Ostrčil.
Il soutient sa thèse d’habilitation en 1922, devient professeur agrégé en 1923, puis fonde sa propre clinique privée à Brno en 1926 sur la colline de Žlutý kopec.

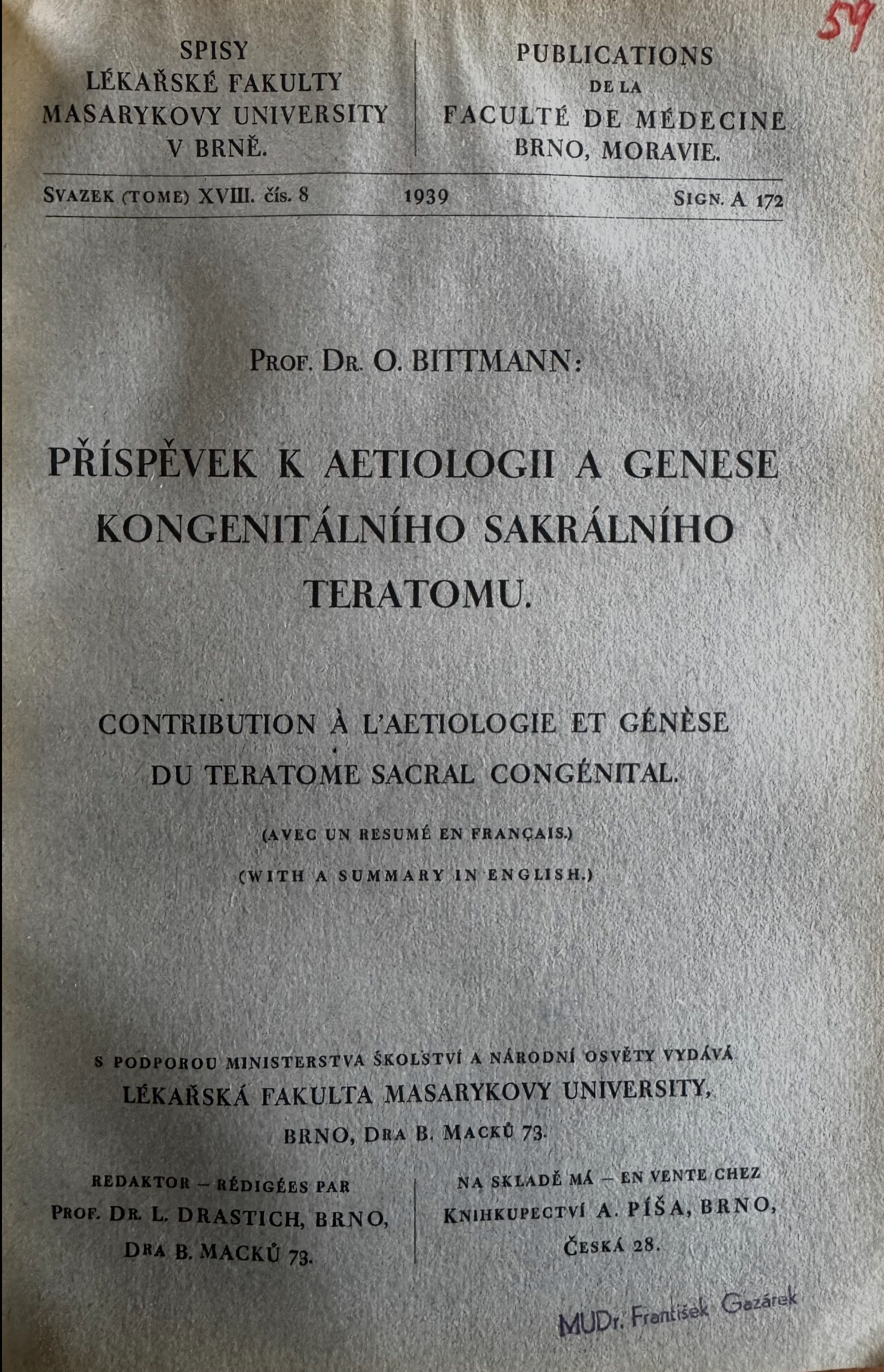
Publication du Pr Otakar Bittmann sur les tératomes.

Il est reconnu comme l’un des chirurgiens gynécologues les plus compétents de Moravie.

### Pilote de course automobile

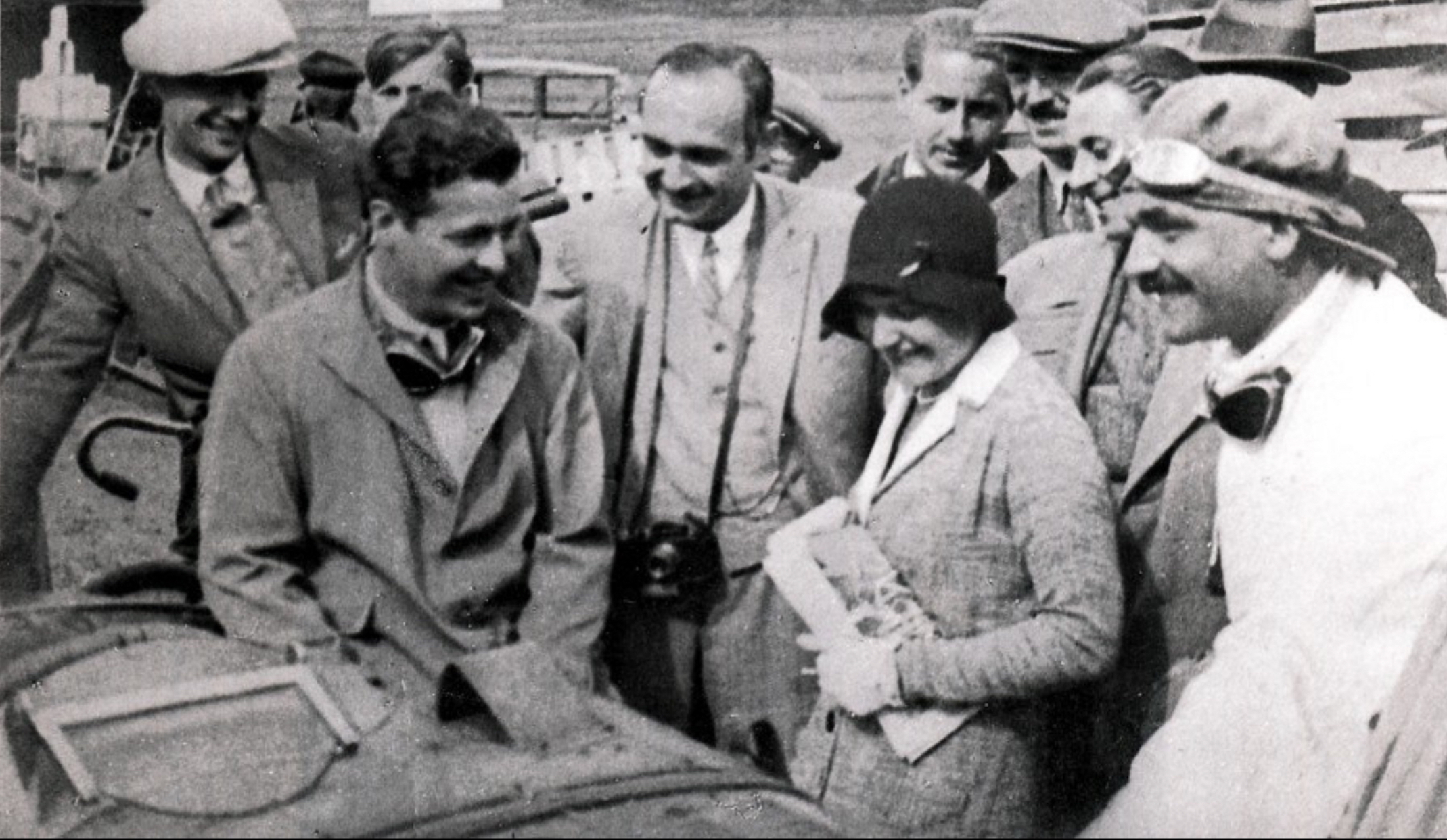
Otakar Bittmann (à droite) lors d'une course en 1928

Dès 1928, il participe à des courses automobiles : Soběšice, Nürburgring, Targa Florio, Ecce Homo.

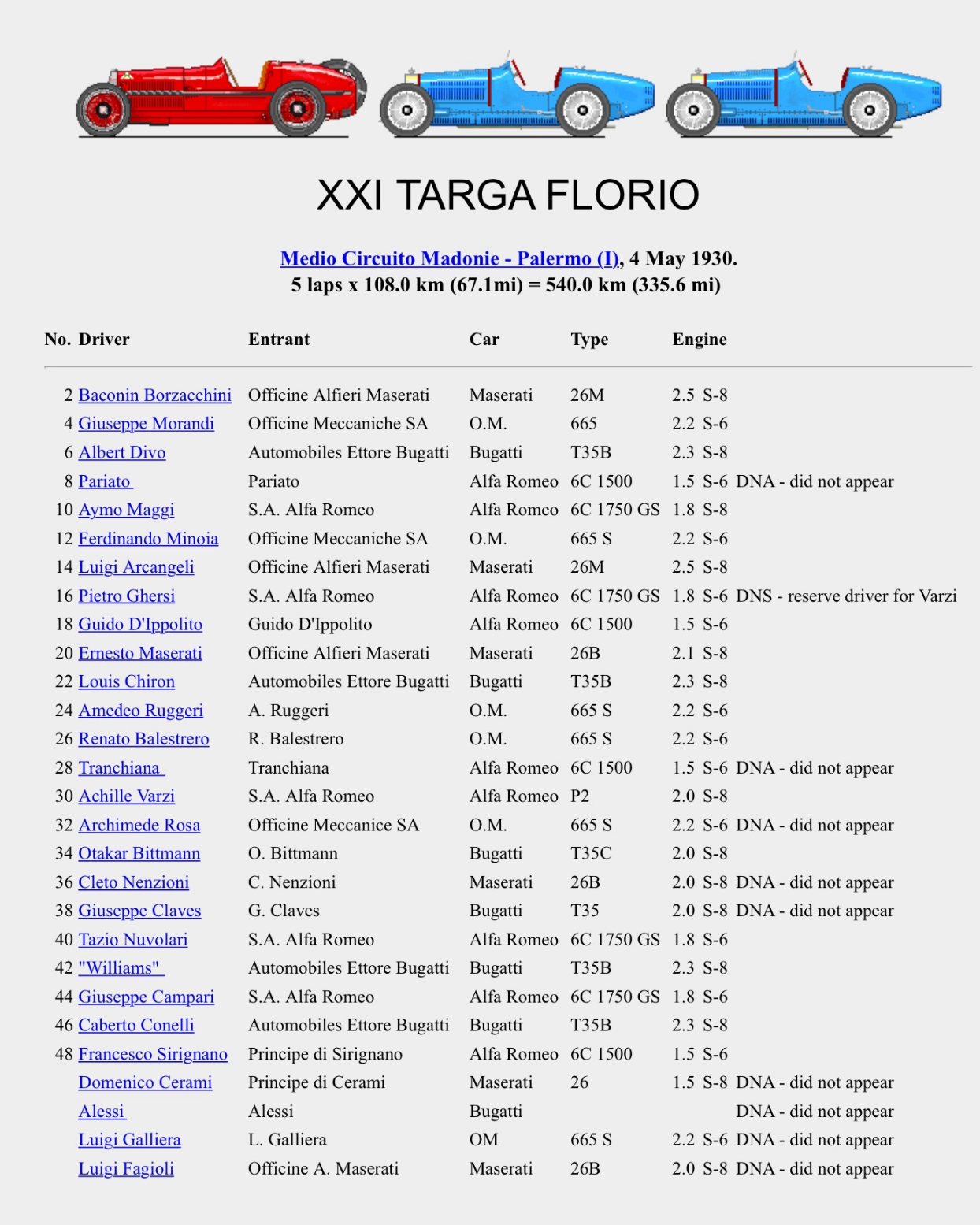
Otakar Bittmann aux côtés de Louis Chiron lors de la Targa Florio

En 1930, il participe à la création du circuit de Brno, le Masaryk Circuit.

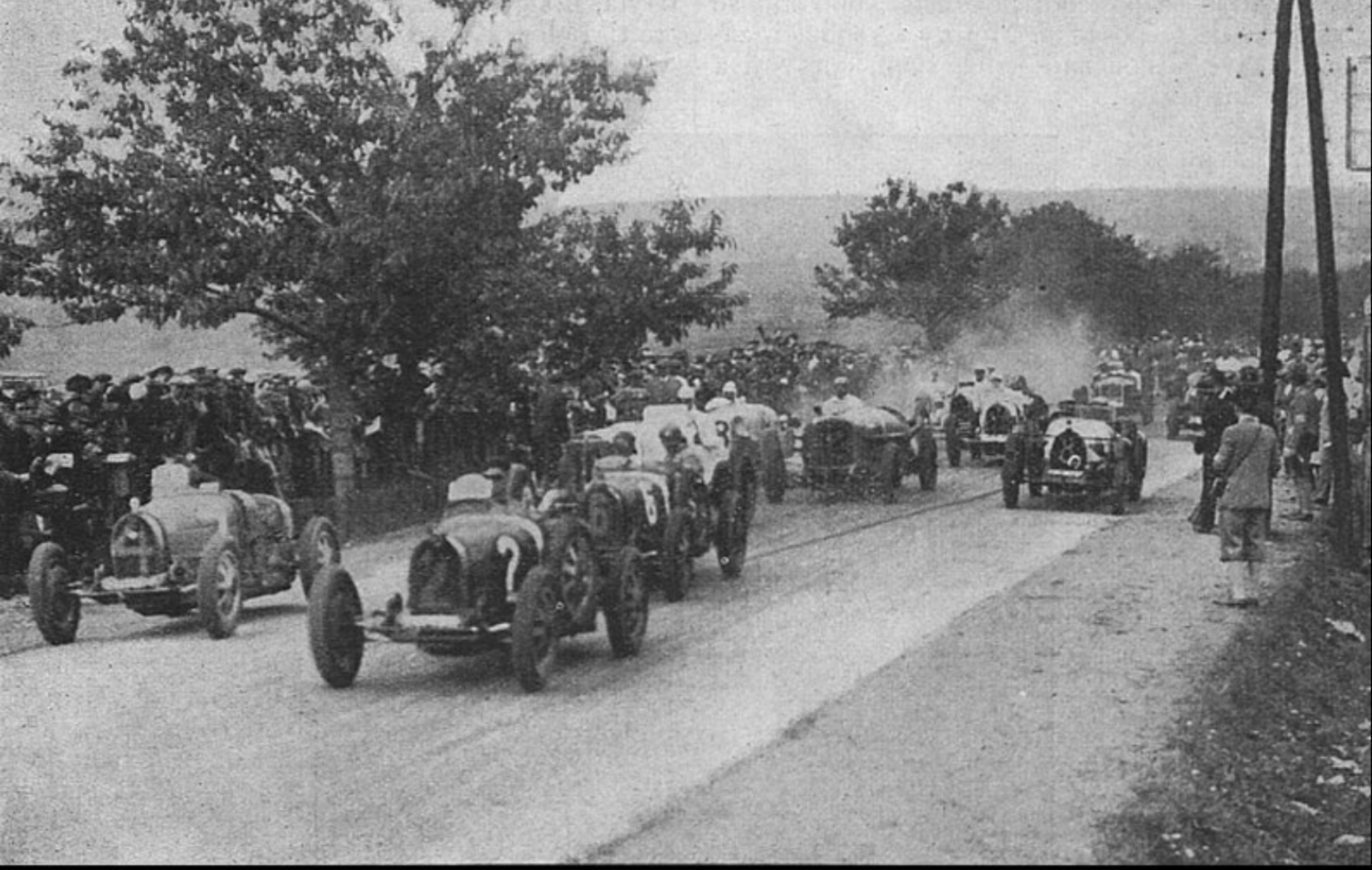
Otakar Bittmann sur le circuit de Masaryk en 1930

Il met fin à sa carrière de pilote après un incendie de sa Bugatti.

### Résistant et protecteur de femmes juives pendant l’occupation allemande
Pendant l’occupation, il profite de son statut pour aider des résistants et sauver des patientes juives menacées de déportation. Il les cache dans son service hospitalier et leur délivre des certificats d’hospitalisation.

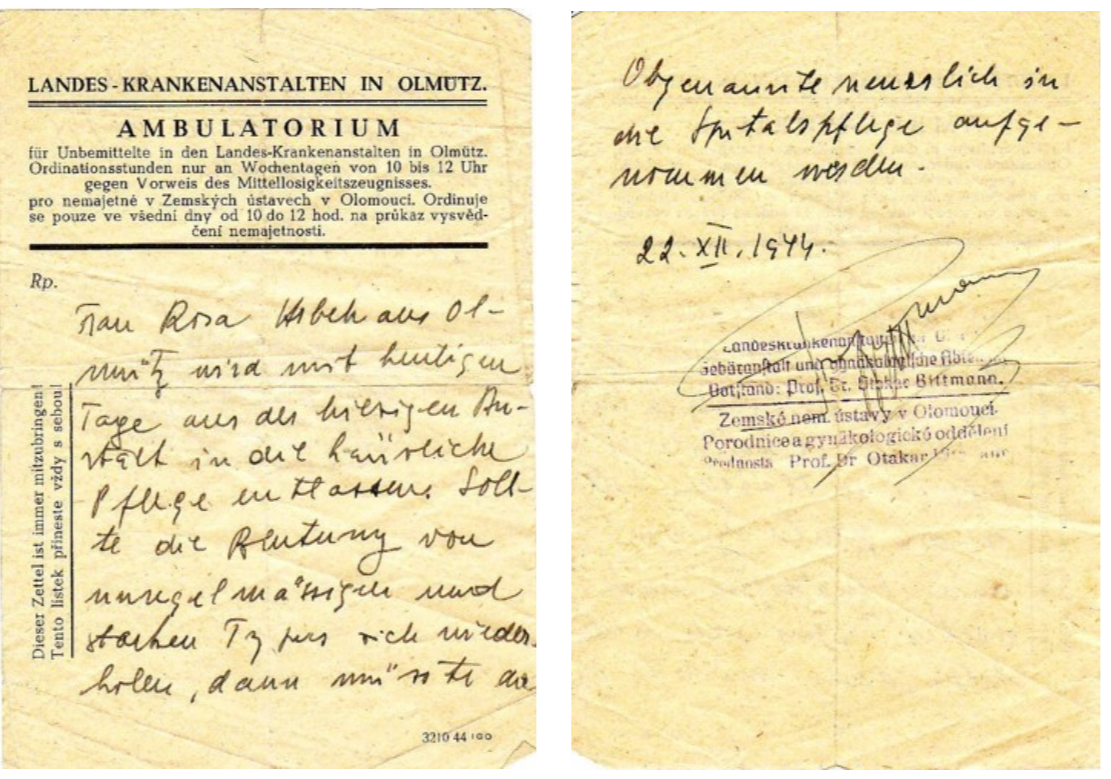
Certificat d'hospitalisation de Rosa Hrbková signé par Otakar Bittmann (1944)

Il protège notamment Růžena Hrbková et ses enfants face à la Gestapo.

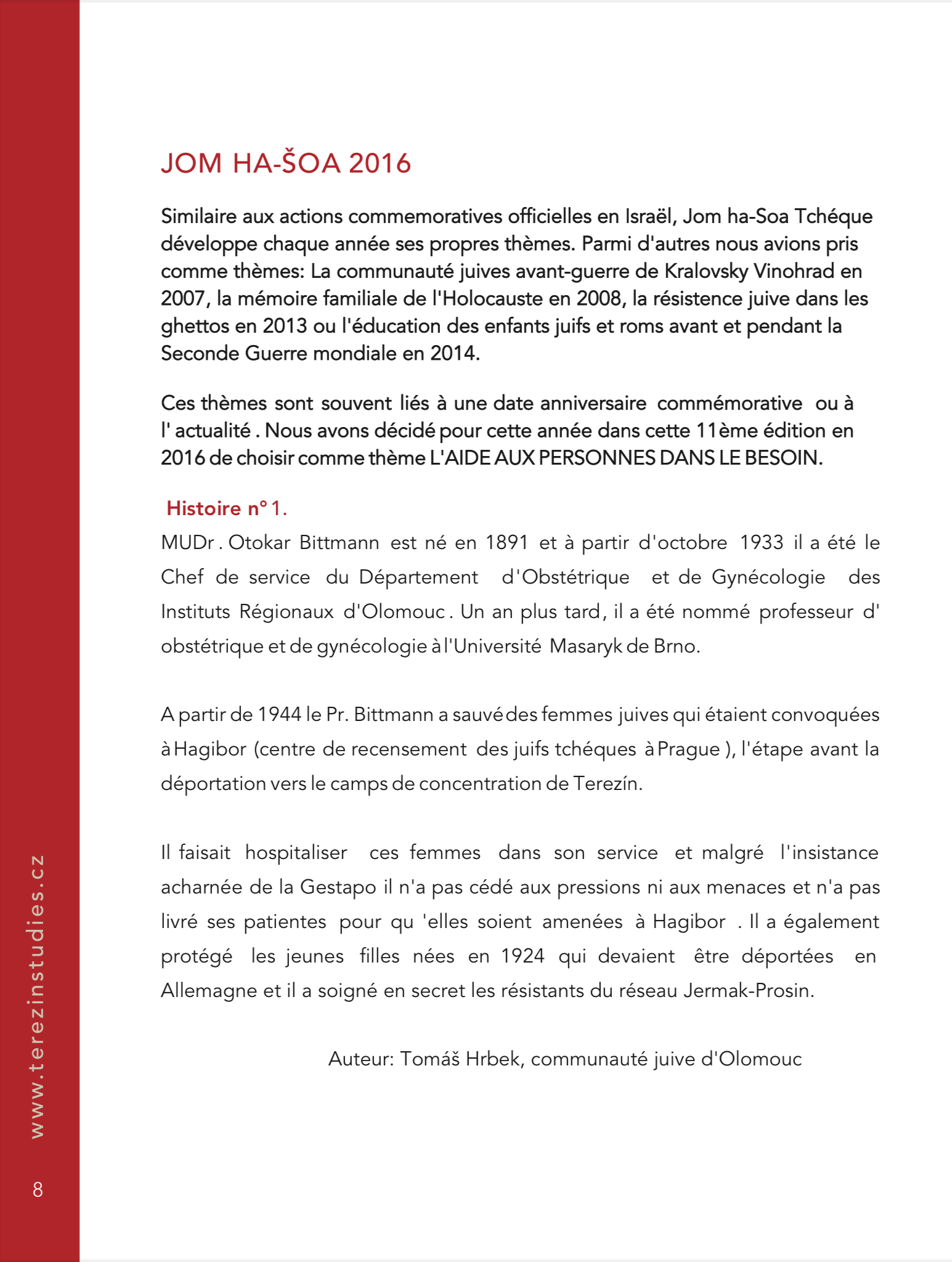
Cérémonie Yom HaShoah, 2016 (illustration contextuelle)

Un dossier de reconnaissance à Yad Vashem a été déposé.

### Témoignages
PhDr. Tomáš Hrbek, fils de Rosa, témoigne de ces événements :
- [Paměť národa – Témoignage 2016](https://www.pametnaroda.cz/cs/hrbek-tomas-20160211-0)
- [Paměť národa – Témoignage complémentaire](https://www.pametnaroda.cz/cs/hrbek-tomas-1943)

## Arrestation par les communistes et décès en 1945
Le 24 juillet 1945, Bittmann est arrêté sans procès. Le lendemain, son poste est officiellement repris.
Ses collègues rédigent plusieurs pétitions exigeant des explications. Il est libéré après quatre semaines, mais meurt d’une crise cardiaque le 13 septembre 1945.

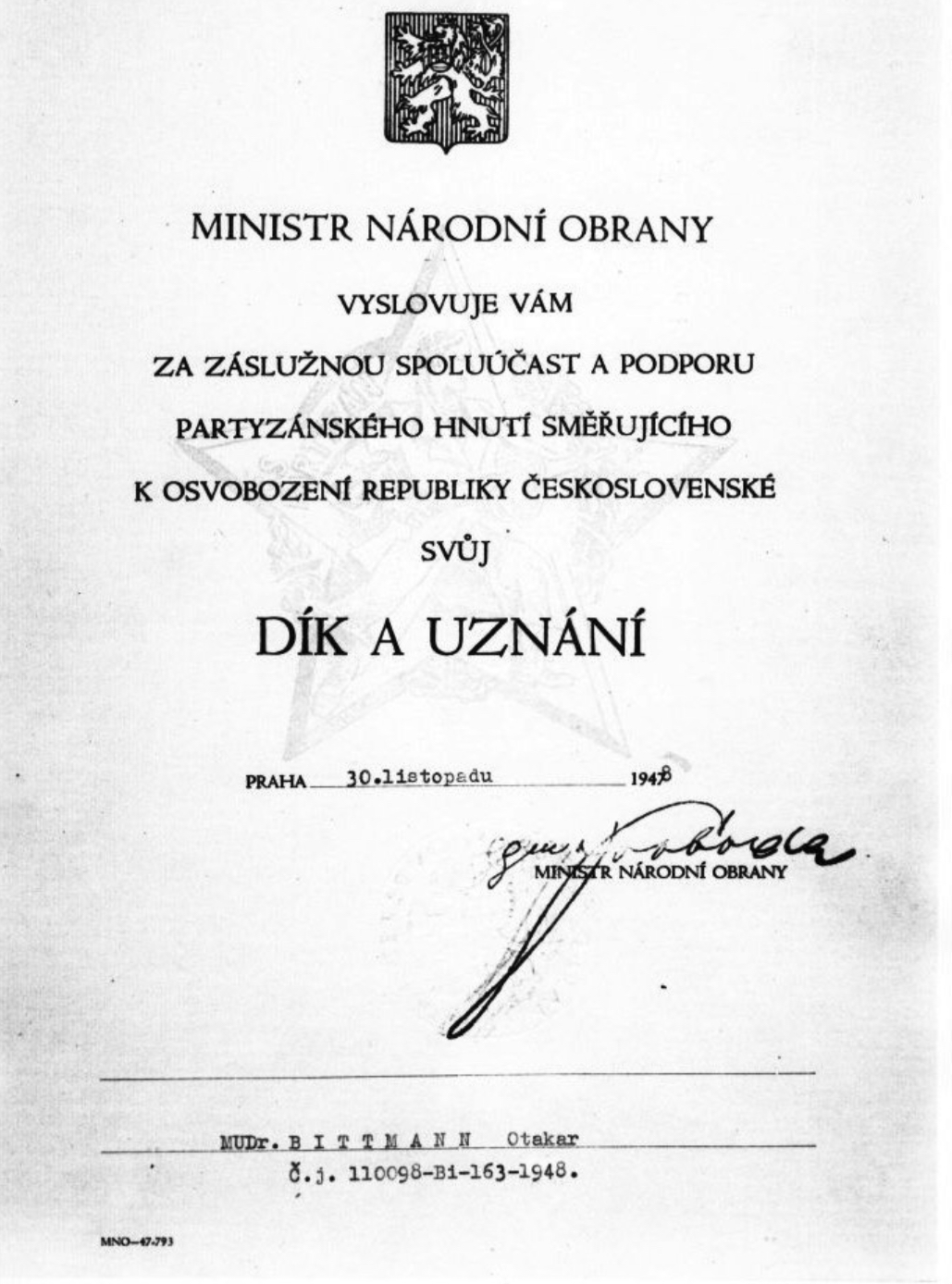
Hommage et remerciement de la nation au professeur Otakar Bittmann, 1948

En 1948, il est décoré à titre posthume par le ministre Ludvík Svoboda.